# Xicotepec
Xicotepec (del nàhuatl xico (abellot) i tepec (contrada), contrada d'abellots) és un dels 217 municipis que conformen l'estat mexicà de Puebla. Se situa dins de la Serra Nord de Puebla i pertany a la primera regió de l'estat. La seva capçalera és la ciutat de Xicotepec de Juárez, la qual és reconeguda per la secretaria de turisme de Mèxic com a poble màgic.